# 鱿鱼王
鱿鱼王（Ika Kingu）是位于日本石川县能登町的一座太平洋褶柔鱼雕像。该雕像的设立旨在推动当地旅游业及渔业的发展。然而由于其建设费用主要来源于该镇2500万日元的新冠疫情救助资金，因此引发了广泛的争议。根据该镇的说法，雕像及其相关的媒体报道在一定程度上促进了该镇的旅游业增长。

## 简介

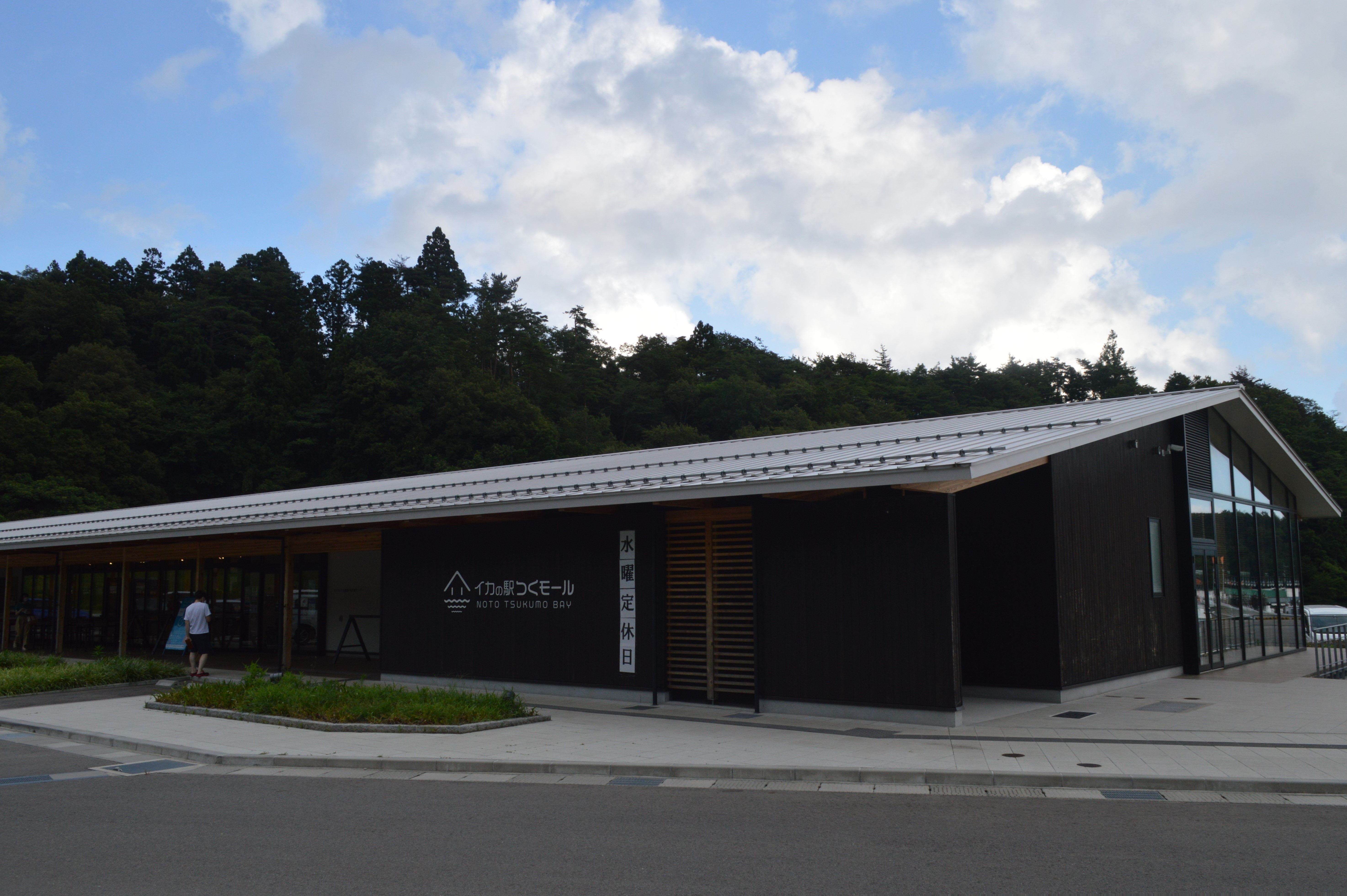
雕像所在的鱿鱼站购物中心

鱿鱼王是一尊用纤维增强塑料制成且“栩栩如生”的“巨型”粉白色太平洋褶柔鱼雕像。该雕像的长度为13（43英尺），高度为4（13英尺），宽度为9（30英尺），重量约为5公噸（11,000英磅）。该雕像具有修长的腿部和“瞪着的大眼睛”，其上设有一个洞口，正好位于鱿鱼嘴部的位置，以便人们能够从鱿鱼内部向外观察。，该中心亦被称为鱿鱼站购物中心。“鱿鱼王”这一正式名称是该镇于2021年6月通过一次公众征名活动正式命名的，期间共收到909个命名提案。在命名仪式上，镇方在雕像旁安装了一块纪念牌匾。除此之外，鱿鱼王还拥有一个官方X账户。

## 建造
该雕像的建造费用为2700万日元，其中2500万日元来源于日本政府对能登町的新冠疫情救助资金及补助金，其余资金则由能登町政府提供。日本政府向能登町拨款8亿日元，以支持其应对新冠疫情带来的挑战。根据能登镇的介绍，“鱿鱼王”的建造旨在推动该镇的旅游业和渔业的发展。选择该雕像的主题旨在让游客能够在当地商店品尝鱿鱼，并亲身体验被巨型鱿鱼“吞噬”的感觉。该町还计划建设一个“商店、餐厅、旅游信息中心和展览区域”，该项目后来发展成为能登町九十九湾旅游交流中心，以鱿鱼王为主题。该购物中心本身的建设成本为5.2亿日元。

## 反响

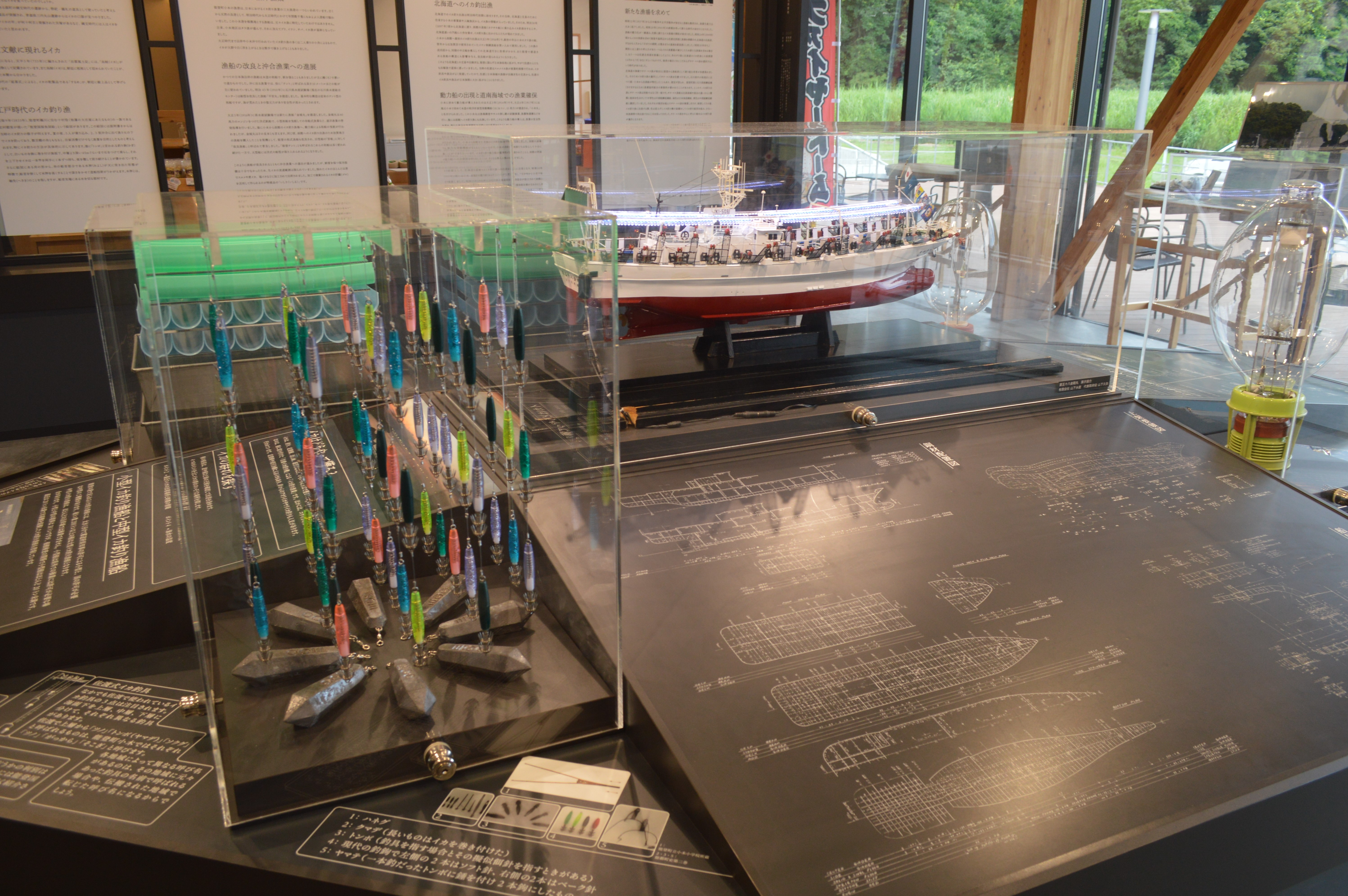
商场内有关鱿鱼和能登渔业的展览

鱿鱼王于2021年4月向公众开放，因其使用了新冠疫情救助资金进行建设而受到广泛的批评。部分居民认为，他们的资金应优先用于医护人员或其他与 COVID-19 病毒更为直接相关的事业。由此引发的争议被英国广播公司（BBC）和《纽约时报》等外国媒体报道。经过一段时间后，该雕像逐渐获得了一定的关注，这在一定程度上得益于其国际报道。据《每日新闻》报道，这座雕像已成为该镇的“象征”。根据能登町于2022年发布的一项研究表明，旅游业为该镇的经济贡献了6.04亿日元的收入。在接受调查的439名游客中，有45%表示他们前来能登的主要原因是为了观赏鱿鱼王。
该雕像在2024年1月的能登地震及其后续海啸中幸存，几乎未受到损害。事件发生后，鱿鱼王的官方推特迅速发布声明称“我尚未回归大海”。部分居民，特别是政府官员，将这座雕像的幸存视为复兴与希望的象征。然而，其他人则表现得更加冷漠。因地震而关闭的鱿鱼站购物中心已于四月份重新开业。2024年10月，该镇正式任命鱿鱼王为少年補導員计划的名誉主席，此举旨在加强对能登地区儿童的犯罪预防教育工作。